# Ve législature de la République italienne

Composition de la Chambre des députés en 1968.

La Ve législature de la République italienne (en italien : La V Legislatura della Repubblica Italiana) est la législature du Parlement de la République italienne qui a duré du 5 juin 1968 au 24 mai 1972.

## Gouvernements
- Gouvernement Leone II
  - Du 24 juin 1968 au 12 décembre 1968
  - Président du Conseil des ministres d'Italie : Giovanni Leone (DC)
  - Composition du gouvernement : DC
- Gouvernement Rumor I
  - Du 12 décembre 1968 au 5 août 1969
  - Président du Conseil des ministres d'Italie : Mariano Rumor (DC)
  - Composition du gouvernement : DC, PSU, PRI
- Gouvernement Rumor II
  - Du 5 août 1969 au 27 mars 1970
  - Président du Conseil des ministres d'Italie : Mariano Rumor (DC)
  - Composition du gouvernement : DC
- Gouvernement Rumor III
  - Du 27 mars 1970 au 6 août 1970
  - Président du Conseil des ministres d'Italie : Mariano Rumor  (DC)
  - Composition du gouvernement : DC, PSI, PSDI, PRI
- Gouvernement Colombo
  - Du 6 août 1970 au 17 février 1972
  - Président du Conseil des ministres d'Italie : Emilio Colombo (DC)
  - Composition du gouvernement : DC, PSI, PSDI, PRI
- Gouvernement Andreotti I
  - Du 17 février 1972 au 26 juin 1972
  - Président du Conseil des ministres d'Italie : Giulio Andreotti (DC)
  - Composition du gouvernement : DC

## Chambre des députés
| Groupe parlementaire | Nombre de sièges |
| -------------------- | ---------------- |
| DC                   | 266/630          |
| PCI                  | 177/630          |
| PSU                  | 91/630           |
| MSI                  | 24/630           |
| PSIUP                | 23/630           |
| PRI                  | 9/630            |
| PDIUM                | 6/630            |
| SVP                  | 3/630            |

## Sénat
| Groupe parlementaire | Nombre de sièges |
| -------------------- | ---------------- |
| DC                   | 135/315          |
| PCI                  | 101/315          |
| PSU                  | 46/315           |
| MSI                  | 11/315           |
| PSIUP                | Aucun            |
| PRI                  | 2/315            |
| PDIUM                | 2/315            |
| SVP                  | 2/315            |